# Gottfried Haschke
Gottfried Haschke (* 25. März 1935 in Großhennersdorf; † 2. Dezember 2018) war ein deutscher Politiker (CDU). Er war von August bis Oktober 1990 Parlamentarischer Staatssekretär beim Minister für Ernährung, Land- und Forstwirtschaft der DDR und von 1991 bis 1993 Parlamentarischer Staatssekretär beim Bundesminister für Ernährung, Landwirtschaft und Forsten.

## Leben
Der Sohn eines Landwirts besuchte von 1941 bis 1949 die Grundschule in Kleinschönau und Großhennersdorf. Die landwirtschaftliche Ausbildung im elterlichen Landwirtschaftsbetrieb, den Besuch der Berufsschule in Herrnhut und der Landwirtschaftsschule in Zittau beendete Haschke 1957 als Landwirtschaftsmeister. Er übernahm 1960 den Betrieb seiner Eltern, den er noch im selben Jahr in eine Landwirtschaftliche Produktionsgenossenschaft einbringen musste. Von 1960 bis 1974 war er als Vorsitzender einer LPG Typ I und von 1974 bis 1990 als Produktionsleiter der LPG-Pflanzenproduktion Berthelsdorf tätig. 1990 erwarb Haschke sein Eigentum zurück und führte den Familienbetrieb als Wiedereinrichter weiter. Gottfried Haschke war verheiratet und hat fünf Kinder.

## Politik
1952 wurde Haschke Mitglied der CDU der DDR.
Von März bis Oktober 1990 gehörte Haschke der ersten freigewählten Volkskammer der DDR an und war hier Obmann der Arbeitsgruppe Landwirtschaft. Am 3. Oktober 1990 wurde Haschke Mitglied des Deutschen Bundestages. Dem Bundestag gehörte er anschließend bis 2002 an. Seit der Bundestagswahl 1990 war er stets als direkt gewählter Abgeordneter des Wahlkreises Bautzen – Löbau in den Bundestag eingezogen.
Von August bis Oktober 1990 gehörte Haschke als Parlamentarischer Staatssekretär und geschäftsführender Minister für Ernährung, Landwirtschaft und Forsten dem von Ministerpräsident Lothar de Maizière geführten letzten Ministerrat der DDR an. Nach der Bundestagswahl 1990 wurde Haschke am 24. Januar 1991 als Parlamentarischer Staatssekretär beim Bundesminister für Ernährung, Landwirtschaft und Forsten in die von Bundeskanzler Helmut Kohl geführte Bundesregierung berufen. Anlässlich einer Kabinettsumbildung schied er am 21. Januar 1993 gemeinsam mit dem damaligen Bundesminister Ignaz Kiechle aus dem Amt.
Kurzzeitige Medienwahrnehmung erlangte Haschke während des Sommerloches 1994 mit der Forderung nach Sanktionen gegen Gastronomen, die nicht mindestens ein „deutsches“ Gericht anbieten.
Er war Vorsitzender des Landvolkvereins Oberlausitz e. V. und eines der Gründungsmitglieder der am 28. Januar 2003 entstandenen Bürgerinitiative Neubau B 178.